# Fjärilsciklid
Fjärilsciklid (Mikrogeophagus ramirezi) är en art bland cikliderna som förekommer i Colombia och Venezuela. I naturen blir de sällan längre än cirka 3,5 centimeter långa,  men hanar kan i akvarier bli upp till 7 centimeter långa. Honorna blir vanligtvis något mindre.
I akvarium ska man hålla temperaturen på 25-27°C, och pH på 5,5-6,5. 
Minsta rekommenderade längd på akvariet är 60cm.
De är köttätare och allätare. Levande och fryst foder, men även torrfoder.
Öppen substratruvare.
Behöver gömställen.
Parbildande fisk. 
Revirhävdande men fredlig.